# 태풍 탈라스 (2017년)

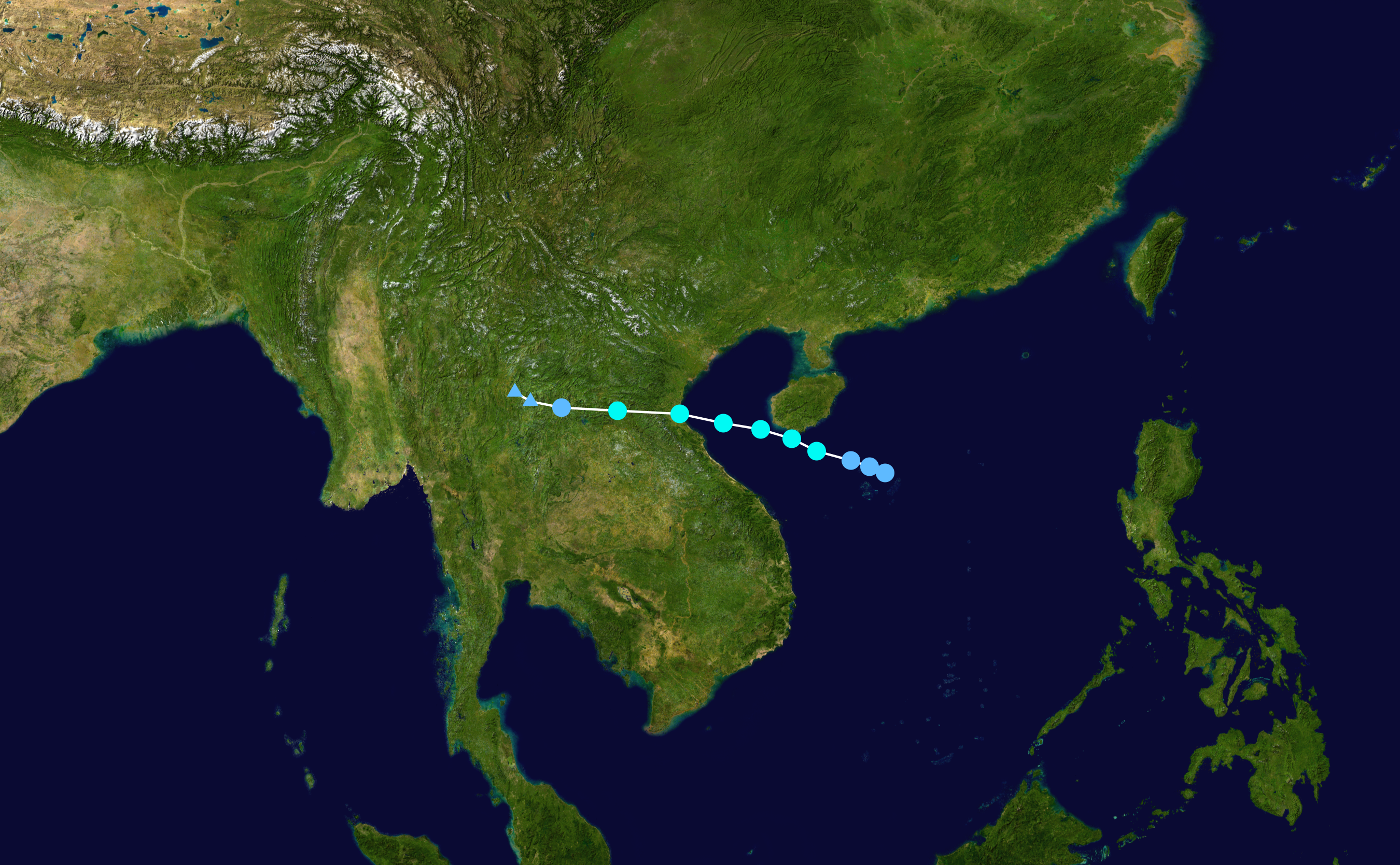
태풍 탈라스의 이동 경로

2017년 제4호 태풍 탈라스(TALAS)는 7월 15일 오후 3시에 중심기압 998hPa, 최대풍속 18m/s, 강풍 반경 440km, 크기 '중형'의 열대폭풍으로 중국 잔장 남남동쪽 약 520km 부근 해상에서 발생하였다.(일본 기상청 태풍정보 속보치 기준)

발생 이후 서북서진하면서 발달하였고, 7월 16일 오후 9시에 베트남 하노이 남남동쪽 약 310km 부근 해상에서 중심기압 990hPa, 최대풍속 25m/s, 강풍 반경 440km(남동쪽 반경)의 세력 '중', 크기 '중형'(일본 기상청 태풍정보 속보치 기준)의 강한 열대폭풍으로 최성기를 맞이하였다. 7월 17일 오전 3시경 최성기에서 조금 약화된 중심기압 990hPa, 최대풍속 23m/s(일본 기상청 태풍정보 속보치 기준)의 세력으로 베트남 하노이 부근 육상에 상륙하였다. 베트남 하노이 부근 육상에 상륙한 뒤 빠르게 서진하며 급약화되어서, 7월 17일 오후 6시에 베트남 하노이 서남서쪽 약 580km 부근 육상에서 중심기압 996hPa의 열대저압부로 소멸하였다.(한국 기상청 기준으로는 중심기압 1000hPa)

탈라스는 필리핀에서 제출한 이름으로 날카로움 또는 예리함을 의미한다.

## 같이 보기
- 2017년 태풍